# Miss Machiko
Miss Machiko, também conhecido como Maicching Machiko-sensei' (まいっちんぐマチコ先生, Maitchingu Machiko-sensei, lit. "A Vergonha da Miss Machiko") é uma série de mangás escrito por Takeshi Ebihara. Foi serializado no Japão no Shōnen Challenge de maio de 1980 a fevereiro de 1982. Os capítulos individuais foram coletados e publicados em oito volumes de tankōbon pela Gakken.
A série foi adaptada em uma série de anime de 95 episódios pelo Studio Pierrot que foi ao ar no Japão na TV Tokyo de 8 de outubro de 1981 a 6 de outubro de 1983. Também foi adaptado para quatro OVAs live-action e dois filmes live-action completos. O anime foi licenciado para streaming online pela Discotek Media em 2016. que mais tarde passaria a ter direitos plenos em 2020.

## Enredo
A série gira em torno de Miss Machiko Mai, uma nova professora do ensino fundamental que usa uma saia chiclete reveladora, e regularmente se encontra em situações sexuais acidentais. Machiko é muito popular entre seus alunos, especialmente os meninos, que se deleitam em levantar suas saias e inventar armadilhas para pegá-la em vários estágios de nudez. Em vez de ficar com raiva, Machiko responde rindo e proferindo sua frase característica, "Maicchingu!" (que significa "Que vergonha"). Mai é geralmente uma mulher muito gentil e paciente, que se preocupa com seus alunos e faz o possível para ajudá-los com seus problemas.

## Personagens
Mai Machiko
Ela é a personagem principal da série. Ela é uma jovem glamorosa, que se tronou a nova professora de sala de aula na Arama Academy. Ela é muito bondosa e sempre prestativa com seus alunos, entre os quais é muito popular. Os meninos adoram levantar suas saias e inventar armadilhas para pegá-la em vários estágios de despir-se. Ela foi descrita como tendo "as proporções perfeitas". Machiko entende que os meninos só pregam peças nela porque gostam dela, e ri deles dizendo "Maicchingu!" (que significa "Que vergonha").
Na série, sua saia é frequentemente levantada pelos meninos para ver suas calcinhas, que também se deleitam em espiar enquanto ela toma banho. Há muitas cenas em que suas roupas são mostradas rasgadas, onde seus seios e bunda são claramente visíveis. No show, seus sutiãs, calcinhas, seios e bumbum são mostrados.
Kenta
Kenta também é um dos protagonistas, geralmente o principal a levantar as saias de Machiko e das outras meninas da escola. Ele não é muito bom em estudar, mas é bom em esportes como skate e frisbee. Ele é um dos alunos mais populares e travessos da escola. Ele é descrito como "um pervertido", que se delicia em sacudir as saias de todas as garotas da escola e tocar seus seios, para desgosto de suas colegas de classe.
Kame
Kame é o melhor amigo de Kenta, que costuma acompanhá-lo em suas pegadinhas. Ele geralmente tem uma personalidade tímida e calma, mas às vezes pode ficar um pouco fora de controle. Ele geralmente é mostrado com óculos com espirais.
Kinzo
Kinzo também é um dos melhores amigos de Kenta. Ele tem um corpo gordo e aparece como parte do trio formado por Kenta, Kame e ele mesmo. Ele gosta de luta livre e gostaria de se tornar um lutador profissional algum dia.

## Mangá
O mangá foi criado por Takeshi Ebihara, e consiste em 8 volumes que foram publicados entre 1980 e 1985 no Japão, e serializados na revista Gakken Shōnen Challenge. Como na série de televisão anime, a série de mangá era conhecida por seu humor sexual. Os capítulos individuais foram coletados e publicados em oito volumes tankōbon por Gakken. Teria sido vendido um total de 2,8 milhões de cópias.

## Anime
O Studio Pierrot, com a ajuda do Studio Gallop, adaptou o mangá em uma série de televisão anime que estreou no Japão na TV Tokyo e em outros canais que passava nas quintas-feiras das 19h30m às 20h de 8 de outubro de 1981 até sua conclusão em 6 de outubro de 1983, com o total de 95 episódios transmitidos. Os episódios foram escritos por Shiori Adachi e dirigidos pelo autor do mangá, Ebihara. Rihoko Yoshida forneceu a voz da Miss Machiko.
Devido ao fato de que os seios são expostos várias vezes, incluindo na abertura, houve muitas queixas do PTA , e em 1982, uma "reunião para protestar contra o Machiko-sensei" foi formada em Quioto. "Eu pretendia elaborar a importância da amizade, mas era difícil para o PTA entendê-la", disse Ebihara mais tarde.
Ao mesmo tempo que a formação de uma reunião para protestar contra Miss Machiko, os direitos de transmissão da estação da Yomiuri TV,  foram para a TV Osaka (estação da prefeitura de Osaka) e Nara TV (estação da área da prefeitura de Nara), de modo que a transmissão foi efetivamente interrompida nas quatro prefeituras de Shiga, Quioto, Wakayama e Hyogo.
Nessas circunstâncias, como um protesto contra a série, evoluiu para um boicote a todos os mangás publicados pela Gakken e, em resposta a isso, Gakken decidiu interromper a serialização em "Challenge". Com esta descontinuação, a transferência para Kodansha foi inicialmente considerada, mas foi adiada devido a uma detenção do lado Gakken.

#### Elenco (Dublagem japonesa)
- Machiko Mai: Rihoko Yoshida
- Kenta Ikegami: Masako Nozawa
- Tamao Kameyama: Noriko Tsukase
- Kinzo Yuki: Naoki Tatsuta
- Kunio Yamagata: Shigeru Chiba
- Diretor: Hiroshi Ohtake
- Vice-diretor: Yoneko Matsukane
- Sr. Fukuoka, Sr. Kagoshima: Kaneto Shiozawa

O Sr. Fukuoka voou para outro país no episódio 52, então outro personagem, Sr. Kagoshima, foi introduzido no episódio 56
- Sr. Aomori: Mahito Tsujimura
- Madoka: Kumiko Takizawa
- Tenko: Sanae Takagi
- Hiromi: Shinobu Adachi, Chihoko Shigeta

Shigeta é substituta devido à licença maternidade de Adachi
- Maruko: Mie Suzuki
- Hiroshi: Tomiko Suzuki
- Tio de Machiko: Masaru Ikeda → Yasuo Muramatsu
- Tia de Machiko: Miyoko Aso

#### Música tema
Tema de abertura - "Eu sou machiko" (Letra)
Canção - Yuko Imada / Letra e composição - Tsutomu Sasaki / Arranjo - Hiroki Inui
Tema final - "Somos pequenos demônios" (Letra)
Canção - Owada Ritsako / Letra e composição - Tsutomu Sasaki / Arranjo - Hiroki Inui
Foram lançadas pela Victor Entertainment

### Live-action
A Total Media Corporation adaptou a série em sete longas-metragens de filmes live-action e a King Records também produziu uma versão cinematográfica da série. Nos dois primeiros filmes, ambos lançados em 2003, Machiko é interpretada por Kaori Nakata, e no terceiro, lançado em 2004, ela é interpretada por Haruka Nanami. Esses três filmes são dirigidos por Minoru Kawasaki O quarto, Maicching Machiko! Begins (ま い っ ち ん ぐ! マ チ コ ビ ギ ン ズ, Maicching Machiko! Biginzu), foi lançado em setembro de 2005, com Sayaka Isoyama no papel do personagem titular e Kosuke Suzuki como o diretor. O quinto longa-metragem, Maicching Machiko-sensei: Toudai o Juken Dai Sakusen !! (ま い っ ち ん ぐ マ チ コ 先生 東 大 お 受 験 大作 戦 !!), foi lançado nos cinemas no Japão em 22 de fevereiro de 2006. Neste filme, dirigido por Minoru Kawasaki, Hanako Nanjo interpreta Machiko. Yuuri Morishita protagoniza o sexto e o sétimo filme, ambos dirigidos por Tenkaku Naniwa. Em 2009, um nono filme foi lançado; desta vez com Hitomi Aizawa interpretando Machiko e Chū Ueda dirigindo.

## Recepção
A série de anime colocada em #97 em "Celebrity List" da TV Asahi pesquisa das 100 séries de televisão animadas favoritas do Japão.